# Roger Glover
Roger David Glover (30. studenog 1945., Brecon, Wales), britanski je bas-gitarist, klavijaturista, skladatelj i producent snimanja. Glover je najpoznatiji po svom djelovanju kao skladatelj i basista u hard rock skupini Deep Purple, kao i po svom djelovanju u sastavu Rainbow.

## Životopis

### Rano doba
Rođen je u blizini Brecona, Wales, a nakon toga s obitelji seli u St Helenu, prije nego što je s deset godina doselio u London, područje South Kensington. U to vrijeme, Glover se počeo interesirati za rock glazbu, a kada je navršio trinaest godina, Glover je počeo svirati gitaru. On se kasnije seli u Sjeverni London, okrug Pinner, gdje u školi s nekoliko svojih prijatelja osniva svoj prvi sastav, 'Madisons', koji je kasnije uz manje izmjene postao 'Episode Six'. Iz tog sastava su kasnije 1969. godine, Ian Gillan i Glover otišli u Deep Purple.

### Deep Purple i solo karijera
Nakon četiri godine provedenih u Deep Purpleu i objavljenih nekoliko njihovih najuspješnijih albuma poput In Rock i Machine Head, Glover radi neslaganja s gitaristom Ritchiem Blackmoreom, odlazi iz sastava i posvećuje se produkciji snimanja, gdje radi sa sa sastavima kao što su Judas Priest, Nazareth i Elf. Objavio je svoja dva solo albuma  Butterfly Ball iz 1974. (skladba "Love is all" nalazila se na #1 top ljestvice hitova u Nizozemskoj) i Element iz 1978. Također je nastupao s Davidom Coverdalom u raznim verzijama svojih prvih solo sastava da bi kasnije nastala skupina Whitesnake. 1984. godine na kratko se vraća svojoj solo karijeri i objavljuje svoj novi studijski album Mask. Te godine Deep Purple se nanovo okuplja i Glover se vraća u sastav, gdje ostaje sve do danas. Nastupa zajedno s Ianom Gillanom 2006. godine, za vrijeme njegove kratke solo turneje.

## Osobni život
Roger Glover, ženio se dva puta i živi u Sjedinjenim Državama. Ima kćerku Gillian (rođenu 1976. godine), iz svog prvog braka.

## Diskografija

### Solo
- The Butterfly Ball and the Grasshopper's Feast (1974)
- Elements (1978.)
- The Mask (1984.)
- Snapshot (2002.)
- Close-Up (2008.)

### Deep Purple
- Concerto for Group and Orchestra (1969.)
- In Rock (1970.)
- Fireball (1971.)
- Machine Head (1972.)
- Made in Japan (1972.)
- Who Do We Think We Are (1973.)
- Perfect Strangers (1984.)

- The House of Blue Light (1987.)
- Slaves & Masters (1990.)
- The Battle Rages On (1993.)
- Purpendicular (1996.)
- Abandon (1998.)
- Bananas (2003.)
- Rapture of the Deep (2005.)

### Rainbow
- Down To Earth (1979)
- Difficult to Cure (1981.)
- Jealous Lover EP (1981.)
- Straight Between the Eyes (1982.)
- Bent Out of Shape (1983.)
- Finyl Vinyl (1986.)

### Gillan & Glover
- Accidentally on Purpose (1988.)

### Episode Six
- The Complete Episode Six (1994.)
- Cornflakes and Crazyfoam (2001.)

### Kao glazbeni gost
- Dan McCafferty  – Dan McCafferty (1975.)
- Jon Lord  – Gemini Suite (1970.)
- Ian Gillan Band  – Child In Time (1976.)
- Ian Gillan  – Naked Thunder (1997.)
- Ian Gillan  – Cherkazoo and Other Stories (1999.)
- Gov't Mule  – The Deep End, Volume 1 (2001.)
- Gov't Mule  – The Deepest End, Live In Concert (2003.)

### Produkcija
- Nazareth  – Razamanaz (1973.), Loud 'n' Proud (1974.), Rampant (1974.)
- Strapps  – Strapps (1976.)
- Rory Gallagher –  Calling Card (1976.)
- Judas Priest – Sin After Sin (1977.)
- Michael Schenker Group – The Michael Schenker Group (1980.)
- Pretty Maids – Jump The Gun (1990.)
- Dream Theater - Made In Japan (uživo cover verzija s Deep Purpleovog albuma)(2006.)

## Vanjske poveznice
|  | Zajednički poslužitelj ima još gradiva o temi Roger Glover |

- Službene stranice Rogera Glovera
- The Sam Buxton Sunflower Jam Healing Trust  Arhivirana inačica izvorne stranice od 4. siječnja 2016. (Wayback Machine)